# Cuculus saturatus
Il cuculo orientale o cuculo dell'Himalaya (Cuculus saturatus Blyth, 1815) è un uccello della famiglia Cuculidae.

## Distribuzione e habitat
Questo uccello nidifica nella zona himalayana, dal Pakistan settentrionale, attraverso l'India settentrionale e il Nepal, fino all'Asia sudorientale, alla Cina meridionale e su Taiwan. In inverno migra sulle Filippine e in Indonesia. È presente anche sulle isole della Micronesia, di Palau e delle Isole Marianne Settentrionali.

## Tassonomia
Cuculus saturatus non ha sottospecie, è monotipico.